# Michael Sohlman
Michael Sohlman, född 1944 i Stockholm, är en svensk ämbetsman och politiker.

## Biografi
Sohlman är son till Rolf R:son Sohlman och Zinaida (Zina) Jarotzkaja.  Efter studier vid Uppsala universitet tjänstgjorde han vid flera olika departement och vid OECD. Han var statssekreterare vid Jordbruksdepartementet 1987–1989 och vid UD:s handelsavdelning 1989–1991. Från 1 maj 1992 till juni 2011 var han VD för Nobelstiftelsen. Hans farfar Ragnar Sohlman var Alfred Nobels testamentsexekutor och därmed den som i praktisk handling skapade Nobelstiftelsen och som var dess VD 1936–1946.
Sohlman arbetade i början av 1980-talet för socialdemokraternas riksdagsgrupp och har varit statssekreterare under socialdemokratiska regeringar, men har under senare år ingått i Junilistans förtroenderåd.
Sohlman är ledamot av Kungliga Vetenskapsakademien, klassen för humaniora och för framstående förtjänst om vetenskap och har varit akademiens 3:e vice preses. Han är också ledamot av Kungliga Ingenjörsvetenskapsakademien sedan 1995.